# David di Donatello du meilleur producteur
Le David di Donatello du meilleur producteur (Premio David di Donatello per il miglior produttore) est une récompense cinématographique italienne décernée annuellement par l'Académie du cinéma italien dans le cadre des David di Donatello. Ce prix est décerné depuis la première édition, à l'exception des éditions de 1970 à 1977 et de celle de 1979 où il n'a pas été attribué. Il existe un prix similaire, le David di Donatello du meilleur producteur étranger, qui récompense les producteurs non italiens.

## Palmarès

### Années 1950
- 1956 : (ex æquo)
  - Angelo Rizzoli pour Les Grandes Manœuvres (Grandi manovre)
  - Goffredo Lombardo pour Pain, amour, ainsi soit-il (Pane, amore e...)
  - Nicolò Theodoli pour Cette folle jeunesse (Racconti romani)
- 1957 : (ex æquo)
  - Dino De Laurentiis pour Les Nuits de Cabiria (Le notti di Cabiria)
  - Renato Gualino pour L'Empire du soleil (L'Impero del sole)
- 1958 : (ex æquo)
  - Milko Skofic pour Anna de Brooklyn (Anna di Brooklyn)
  - Leonardo Bonzi pour La Muraille chinoise (La Muraglia cinese)
- 1959 : (ex æquo)
  - Dino De Laurentiis pour La Tempête (La Tempesta)
  - Titanus pour La Maja nue (La Maja desnuda)

### Années 1960
- 1960 : (ex æquo)
  - Dino De Laurentiis pour La Grande Guerre (La Grande Guerra)
  - Zebra Film pour Le Général Della Rovere (Il generale Della Rovere)
- 1961 : (ex æquo)
  - Goffredo Lombardo pour Rocco et ses frères (Rocco e i suoi fratelli)
  - Dino De Laurentiis pour La Grande Pagaille (Tutti a Casa)
- 1962 : (ex æquo)
  - Angelo Rizzoli pour Mondo cane
  - Dino De Laurentiis pour Une vie difficile (Una vita difficile)
- 1963 : (ex æquo)
  - Goffredo Lombardo  pour Le Guépard (Il Gattopardo)
  - Gaumont, Trianon et Ultra Film pour Le Glaive et la Balance (Uno dei tre)
- 1964 : (ex æquo)
  - Carlo Ponti pour Hier, aujourd'hui et demain (Ieri, oggi, domani)
  - Franco Cristaldi pour Séduite et Abandonnée (Sedotta e abbandonata)
- 1965 : Carlo Ponti pour Mariage à l'italienne (Matrimonio all'italiana)
- 1966 : (ex æquo)
  - Rizzoli Film pour Africa addio
  - Dino De Laurentiis pour La Bibbia (The Bible: In the Beginning...)
  - Pietro Germi et Robert Haggiag pour Ces messieurs dames (Signore & signori)
- 1967 : (ex æquo)
  - Mario Cecchi Gori pour Il tigre
  - Films Artistici Internazionali pour La Mégère apprivoisée (La bisbetica domata ou The Taming of the Shrew)
- 1968 : (ex æquo)
  - Dino De Laurentiis pour Bandits à Milan (Banditi a Milano)
  - Luigi Carpentieri et Ermanno Donati pour La Mafia fait la loi (Il giorno della civetta)
- 1969 : (ex æquo)
  - Bino Cicogna pour Il était une fois dans l'Ouest (C'era una volta il West)
  - Gianni Hecht Lucari pour La Fille au pistolet (La ragazza con la pistola)

### Années 1970
- 1970 - 1977: prix non attribué
- 1978 : Franco Committeri pour Au nom du pape roi
- 1979 : prix non attribué

### Années 1980
- 1980 : (ex æquo)
  - Joseph Losey pour Don Giovanni
  - Mario Cecchi Gori pour Mani di velluto
- 1981 : Franco Committeri pour Passion d'amour (Passione d'amore)
- 1982 : Antonio Avati et Gianni Minervini pour Fuori stagione
- 1983 : Giuliano G. De Negri pour La Nuit de San Lorenzo (La notte di San Lorenzo)
- 1984 : Gianni Minervini pour Mi manda Picone
- 1985 : Giuliani G. De Negri et Fulvio Lucisano pour Kaos
- 1986 : Giovanni Di Clemente pour Pourvu que ce soit une fille (Speriamo che sia femmina)
- 1987 : Franco Cristaldi et Bernd Eichinger pour Le Nom de la rose (Il nome della Rosa)
- 1988 : Franco Giovalé, Joyce Herlihy et Jeremy Thomas pour Le Dernier empereur (L'ultimo imperatore)
- 1989 : Filiberto Bandini pour Caro Gorbaciov

### Années 1990
- 1990 : Mario Cecchi Gori, Vittorio Cecchi Gori et Gianni Minervini pour Turné
- 1991 : Claudio Bonivento pour Ragazzi fuori
- 1992 : Angelo Rizzoli Jr. pour Les Enfants volés (Il ladro di bambini)
- 1993 : Claudio Bonivento pour La scorta
- 1994 : Aurelio De Laurentiis pour Per amore, solo per amore
  - Angelo Barbagallo et Nanni Moretti pour Journal intime (Caro diario)
  - Giovanni Di Clemente pour Giovanni Falcone
- 1995 : Pietro Valsecchi pour Un héros ordinaire (Un eroe borghese)
  - Angelo Curti, Andrea Occhipinti et Kermit Smith pour L'Amour meurtri (L'amore molesto)
  - Elda Ferri pour Sostiene Pereira
  - Marco Poccioni et Marco Valsania pour Senza pelle
- 1996 : Pietro Innocenzi et Roberto Di Girolamo pour Palerme-Milan aller simple (Palermo Milano solo andata)
  - Angelo Barbagallo et Nanni Moretti pour La Seconde fois (La seconda volta)
  - Amedeo Pagani pour Lo sguardo di Ulisse
- 1997 : Leo Pescarolo et Guido De Laurentiis pour La Trêve (La tregua)
  - Vittorio Cecchi Gori, Rita Cecchi Gori et Maurizio Totti pour Nirvana
  - Giovanni Di Clemente pour Il carniere
  - Laurentina Guidotti et Francesco Ranieri Martinotti pour Cresceranno i carciofi a Mimongo
  - Pietro Valsecchi pour Testimone a rischio
- 1998 : Elda Ferri et Gianluigi Braschi pour La vie est belle (La vita è bella)
  - Donatella Palermo et Loes Kamsteeg pour Mais qui a tué Tano ? (Tano da morire)
  - Marco Risi et Maurizio Tedesco pour L'ultimo capodanno
- 1999 : Lionello Cerri pour Fuori dal mondo
  - Franco Committeri pour Le Dîner (La cena)
  - Domenico Procacci pour Radiofreccia

### Années 2000
- 2000 : Amedeo Pagani pour Garage Olimpo
  - Vittorio Cecchi Gori pour Canone inverso (Making Love)
  - Domenico Procacci pour Come te nessuno mai
- 2001 : Domenico Procacci pour Juste un baiser (L'ultimo bacio)
  - Angelo Barbagallo et Nanni Moretti pour La Chambre du fils (La stanza del figlio)
  - Fabrizio Mosca pour Les Cent pas (I cento passi)
- 2002 : Luigi Musini, Roberto Cicutto et Ermanno Olmi pour Le Métier des armes (Il mestiere delle armi)
  - Lionello Cerri et Luigi Musini pour La brûlure du vent (Brucio nel vento)
  - Roberto Buttafarro pour Santa Maradona
- 2003 : Domenico Procacci pour Respiro
  - Elda Ferri pour L'Âme en jeu (Prendimi l'anima)
  - Domenico Procacci pour L'Étrange Monsieur Peppino (L'imbalsamatore)
  - Domenico Procacci pour Souviens-toi de moi (Ricordati di me)
  - Gianni Romoli et Tilde Corsi pour La Fenêtre d'en face (La finestra di fronte)
- 2004 : Angelo Barbagallo pour Nos meilleures années (La meglio gioventù)
  - Luigi Musini et Roberto Cicutto pour En chantant derrière les paravents (Cantando dietro i paraventi)
  - Aurelio De Laurentiis pour Che ne sarà di noi
  - Riccardo Tozzi, Giovanni Stabilini et Marco Chimenz pour À corps perdus (Non ti muovere)
  - Domenico Procacci pour Primo amore
- 2005 : Rosario Rinaldo pour Certi bambini
  - Aurelio De Laurentiis pour Manuale d'amore
  - Davide Ferrario pour Dopo mezzanotte
  - Elda Ferri pour Alla luce del sole
  - Domenico Procacci et Nicola Giuliano pour Les Conséquences de l'amour (Le conseguenze dell'amore)
- 2006 : Angelo Barbagallo et Nanni Moretti pour Le Caïman (Il caimano)
  - Domenico Procacci, Nicola Giuliano et Francesca Cima pour La guerra di Mario
  - Aurelio De Laurentiis pour Il mio miglior nemico
  - Fulvio Lucisano et Federica Lucisano pour Notte prima degli esami
  - Riccardo Tozzi, Giovanni Stabilini et Marco Chimenz pour Romanzo criminale
- 2007 : Donatella Botti pour L'aria salata
  - Fabrizio Mosca pour Golden Door (Nuovomondo)
  - Medusa Film pour L'Inconnue (La sconosciuta)
  - Cattleya pour Mon frère est fils unique (Mio fratello è figlio unico)
  - Luigi Musini et Roberto Cicutto pour Centochiodi
- 2008 : Nicola Giuliano et Francesca Cima pour La Fille du lac (La ragazza del lago)
  - Domenico Procacci  pour Caos calmo
  - Lionello Cerri pour Giorni e nuvole
  - Andrea Occhipinti et Gianluca Arcopinto pour Sonetàula
  - Simone Bachini, Mario Chemello et Giorgio Diritti pour Le vent fait son tour (Il vento fa il suo giro)
- 2009 : Domenico Procacci pour Gomorra
  - Augusto Allegra, Isabella Cocuzza, Giuliana Gamba et Arturo Paglia pour Cover Boy
  - Andrea Occhipinti, Nicola Giuliano, Francesca Cima et Maurizio Coppolecchia pour Il Divo
  - Matteo Garrone pour Le Déjeuner du 15 août (Pranzo di ferragosto)
  - Angelo Rizzoli Jr. pour Si può fare

### Années 2010
- 2010 : Simone Bachini et Giorgio Diritti pour L'Homme qui viendra (L'uomo che verrà)
  - Giampaolo Letta et Mario Spedaletti pour Baarìa
  - Angelo Barbagallo et Gianluca Curti pour Fortapàsc
  - Domenico Procacci pour Le Premier qui l'a dit (Mine vaganti)
  - Mario Gianani pour Vincere
- 2011 : Tilde Corsi, Gianni Romoli et Claudio Bonivento pour 20 sigarette
  - Isabella Cocuzza, Arturo Paglia, Mark Lombardo et Elisabetta Olmi pour Basilicata coast to coast
  - Riccardo Tozzi, Marco Chimenz, Giovanni Stabilini et Francesca Longardi pour Benvenuti al Sud
  - Angelo Barbagallo pour Gianni et les Femmes
  - Gregorio Paonessa, Marta Donzelli, Susanne Marian, Philippe Bober, Gabriella Manfrè, Elda Guidinetti et Andres Pfaeffli pour Le quattro volte
  - Carlo Degli Esposti, Conchita Airoldi et Giorgio Magliulo pour Noi credevamo
- 2012 : Grazia Volpi pour César doit mourir (Cesare deve morire)  
  - Nanni Moretti et Domenico Procacci pour Habemus papam
  - Francesco Bonsembiante pour La Petite Venise (Io sono Li)
  - Riccardo Tozzi, Giovanni Stabilini et Marco Chimenz pour Piazza Fontana (Romanzo di una strage)
  - Nicola Giuliano, Andrea Occhipinti et Francesca Cima pour This Must Be the Place
- 2013 : Domenico Procacci pour Diaz : un crime d'État (Diaz - Don't Clean Up This Blood)
  - Fabrizio Mosca pour Ali a les yeux bleus (Alì ha gli occhi azzurri)
  - Riccardo Tozzi, Giovanni Stabilini et Marco Chimenz pour Educazione siberiana
  - Isabella Cocuzza et Arturo Paglia pour The Best Offer (La migliore offerta)
  - Angelo Barbagallo pour Viva la libertà
- 2014 : Nicola Giuliano et Francesca Cima pour La grande bellezza
  - Fabrizio Donvito, Benedetto Habib, Maco Cohen, Philippe Gompel et Birgit Kemner pour Les Opportunistes (Il capitale umano)
  - Mario Gianani et Lorenzo Mieli pour La mafia tue seulement en été (La mafia uccide solo d'estate)
  - Riccardo Scamarcio et Viola Prestieri pour Miele
  - Massimo Cristaldi et Fabrizio Mosca pour Salvo
  - Domenico Procacci, Matteo Rovere pour Smetto quando voglio
- 2015 : Luigi Musini et Olivia Musini pour Les Âmes noires (Anime nere)
  - Palomar, Rai Cinema pour Il giovane favoloso
  - Nicola Giuliano, Francesca Cima et Carlotta Calori pour Indigo Film, avec la Rai Cinema pour Il ragazzo invisibile
  - Carlo Cresto-Dina pour Les Merveilles (Le meraviglie)
  - Nanni Moretti pour Sacher Film, Domenico Procacci pour Fandango, avec la Rai Cinema pour Mia madre
- 2016 : Gabriele Mainetti pour On l'appelle Jeeg Robot (Lo chiamavano Jeeg Robot)
  - 21uno Film, Stemal Entertainment, Istituto Luce Cinecittà, Rai Cinema et Les Films d'Ici con Arte France Cinéma pour Fuocoammare
  - Archimede et Rai Cinema pour Tale of Tales
  - Paolo Bogna, Simone Isola et Valerio Mastandrea pour Kimera Film, avec Rai Cinema, Taodue Film, Pietro Valsecchi et Leone Film Group pour Non essere cattivo
  - Nicola Giuliano, Francesca Cima et Carlotta Calori pour Indigo Film pour Youth
- 2017 : Attilio De Razza et Pierpaolo Verga pour Indivisibili
  - Cristiano Bortone, Bart Van Langendonck, Peter Bouckaert, Gong Ming Cai et Natacha Devillers pour Caffè
  - Pupkin Production, IBC Movie avec la Rai Cinema pour Fiore
  - Marco Belardi - Folles de joie (La pazza gioia)
  - Angelo Barbagallo pour Les Confessions (Le confessioni)
  - Domenico Procacci pour Veloce come il vento
- 2018 : Luciano Stella et Maria Carolina Terzi pour Mad Entertainment et Rai Cinema pour Gatta Cenerentola
  - Stayblack Productions, Jon Copolon, Paolo Carpignano avec la Rai Cinema pour A Ciambra
  - Carlo Macchitelli, Manetti Bros. avec la Rai Cinema pour Ammore e malavita
  - Marta Donzelli et Gregorio Paonessa pour Vivo film, avec la Rai Cinema, Joseph Rouschop et Valérie Bournonville pour Tarantula pour Nico, 1988
  - Domenico Procacci, Matteo Rovere avec la Rai Cinema pour Smetto quando voglio - Masterclass et Smetto quando voglio - Ad honorem
- 2019 : Cinemaundici et Lucky Red pour Sur ma peau (Sulla mia pelle)
  - Howard Rosenman (en), Peter Spears, Luca Guadagnino, Emilie Georges, Rodrigo Teixeira, Marco Morabito, James Ivory  pour Call Me by Your Name
  - Archimede, Rai Cinema, Le Pacte pour Dogman
  - Agostino Saccà, Maria Grazia Saccà e Giuseppe Saccà per Pepito Produzioni, con Rai Cinema pour Frères de sang (La terra dell'abbastanza)
  - Carlo Cresto-Dina pour Tempesta et Rai Cinema en coproduction avec Amka Films Productions, Ad Vitam Production, KNM, Pola Pandora pour Heureux comme Lazzaro (Lazzaro felice)

### Années 2020
- 2020 : Groenlandia, Gapbusters, Rai Cinema et Roman Citizen pour Il primo re
- 2021 : Marta Donzelli et Gregorio Paonessa pour Vivo film avec Rai Cinema, Joseph Rouschop et Valérie Bournonville pour Tarantula Belgique pour Miss Marx
  - Agostino et Giuseppe Saccà pour Pepito Produzioni avec Rai Cinema pour Storia di vacanze (Favolacce)
  - Matteo Rovere pour L'Incroyable Histoire de l'Île de la Rose (L'incredibile storia dell'Isola delle Rose)
  - Domenico Procacci et Laura Paolucci pour Fandango avec Rai Cinema pour I predatori
  - Carlo Degli Esposti et Nicola Serra avec Rai Cinema pour Je voulais me cacher (Volevo Nascondermi)
- 2022 : Andrea Occhipinti, Stefano Massenzi et Mattia Guerra pour Lucky Red, Gabriele Mainetti pour Goon Films avec RAI Cinema - Freaks Out
  - Jon Coplon, Paolo Carpignano, Ryan Zacarias et Jonas Carpignano pour Stayblack Productions avec RAI Cinema - A Chiara
  - Carlo Cresto-Dina pour Tempesta, RAI Cinema et Michela Pini pour Amka Film Production - Ariaferma
  - Paolo Sorrentino et Lorenzo Mieli - La Main de Dieu (È stata la mano di Dio)
  - Nicola Giuliano, Francesca Cima et Carlotta Calori pour Indigo Film avec RAI Cinema - Qui rido io
- 2023 : Alberto Barbagallo pour Bibi Film, Attilio De Razza pour Tramp Limited avec Medusa Film et Rai Cinema - La stranezza
  - Lorenzo Mieli pour The Apartment et Simone Gattoni pour Kavac Film - Esterno notte
  - Wildside, Rufus, Menuetto, Pyramide Productions, Vision Distribution en collaboration avec Elastic, avec la participation de Canal+ et Cine+ en collaboration avec Sky - Les Huit Montagnes (Le otto montagne)
  - Medusa Film, Maria Carolina Terzi, Luciano et Carlo Stella pour Mad Entertainment, Roberto Sessa per Picomedia et Angelo Laudisa pour Rosebud Entertainment Pictures - Nostalgia
  - Carla Altieri et Roberto De Paolis pour Young Films et Nicola Giuliano, Francesca Cima, Carlotta Calori et Viola Prestieri pour Indigo Film avec Rai Cinema - Princess

- 2024 : Archimede, Rai Cinema, Pathé et Tarantula pour Moi, capitaine (Io capitano)
  - Mario Gianani et Lorenzo Gangarossa de Wildside, Vision Distribution en collaboration avec Sky Italia et Netflix pour Il reste encore demain (C'è ancora domani)
  - Nicola Giuliano, Francesca Cima, Carlotta Calori, Viola Prestieri de Indigo Film, Pierpaolo Verga, Edoardo De Angelis de O' Groove, Paolo Del Brocco de Rai Cinema, Attilio De Razza de Tramp Limited, Mariagiovanna De Angelis de Vgroove, Antonio Miyakawa de Wise Pictures pour Comandante
  - Giulia Achilli, Marco Alessi, Lionel Massol, Pauline Seigland et André Logie pour Disco Boy
  - Carlo Cresto-Dina avec Rai Cinema pour La Chimère (La chimera)